# Ян Кола (гетьман)
Ян Ко́ла (пол. Jan Koła; пом. перед 22 березня 1543/перед 1544) — польський шляхтич, військовик, державний діяч Королівства Польського.

## Біографія
Батько — Павел Кола з Далейова (Далеюва) та Жовтанців (?—1509, син Яна Коли Старшого (†1472)) — підкоморій і каштелян галицький, воєвода подільський. Мати — дружина батька Бурнетта з Ходча (Ходецька).
Брав участь в Молдавській війні 1506 року. 1513 р. став підкоморієм галицьким, потім каштеляном галицьким (1519, за Феліксом Кіриком, 1520). 1526 року був ротмістром оборони поточної, в 1529 році був призначений командиром оборони поточної. Був старостою тлумацьким, кам'янським.
1528/1529 років став першим військовим начальником, якого було титуловано гетьманом польним (лат. capitaneus campestris, перебував на посаді до 1538/1539 р.). У статусі польного гетьмана відбив набіг молдавського господаря Петру IV Рареша (Петрила) на Покуття.
31 грудня 1530 р. зазнав поразки в битві біля Хотина, наступного року утримався від участі в кампанії Яна Амора Тарновського, який отримав перемогу під Обертином. 1534 р. відбив набіг татарських чамбулів на Волинь. 1539 р. передав булаву польного коронного гетьмана своєму зятю Миколаєві Сенявському.
Був власником Печеніжина, Жовтанців (поселення було переведене 1530 року з руського права на маґдебурзьке). 1530 року отримав згоду короля на будівництва міста в місцевості Колачин біля Снятина. Державив королівщини в Галицькій землі: містечка Тлумач (до 1530 року), Кропець, села Попільники, Прокмошна, Владичин, пол. Trzciniec (Тростянець), у Львівській землі Задвір'я. 1534 року став старостою кам'янським, отримав дім на передмісті Львова.

### Сім'я
Перша дружина — Малґожата з Балинець. Діти:
- Катажина († до 1544) — дружина Теодорика Язловецького (†бл.1518), Миколая Сенявського — великого коронного гетьмана
- Анна (†1574); 1535 року стала монахинею-бернардинкою у Львові, за Кантаком, померла там 1539 року. 1543 року була дружиною подільського воєводи Яна Мелецького (певно, 1539 року покинула кляштор)[1].

Друга дружина — Зофія Гербуртовська.